# IBanesto.com/2003
Deze pagina geeft een overzicht van de iBanesto.com wielerploeg in 2003.

## Algemeen
Sponsor: iBanesto.com (bank)
Algemeen manager: José Miguel Echávarri
Ploegleiders: Eusebio Unzué, José Luis Jaimerena, Alfonso Galilea
Fietsmerk: Pinarello

## Renners
| Naam                       | Geboortedatum | Nationaliteit | Ploeg 2002       |
| -------------------------- | ------------- | ------------- | ---------------- |
| José Luis Arrieta          | 15-06-1971    | Spanje        |                  |
| Juan Antonio Flecha        | 17-09-1977    | Spanje        |                  |
| José Vicente García Acosta | 04-08-1972    | Spanje        |                  |
| José Iván Gutiérrez        | 27-11-1978    | Spanje        |                  |
| Eladio Jiménez             | 10-03-1976    | Spanje        |                  |
| Vladimir Karpets           | 20-09-1980    | Rusland       | Itera            |
| Pablo Lastras              | 20-01-1976    | Spanje        |                  |
| José Antonio López         | 11-07-1976    | Spanje        | -                |
| Francisco Mancebo          | 09-03-1976    | Spanje        |                  |
| Rafael Mateos              | 23-02-1976    | Spanje        | Colpack-Astro    |
| Denis Menchov              | 25-01-1978    | Rusland       |                  |
| Juan Miguel Mercado        | 08-07-1978    | Spanje        |                  |
| Jon Odriozola              | 26-12-1970    | Spanje        |                  |
| Aitor Osa                  | 09-09-1973    | Spanje        |                  |
| Unai Osa                   | 12-06-1975    | Spanje        |                  |
| Javier Pascual Rodriguez   | 14-11-1971    | Spanje        |                  |
| Evgeni Petrov              | 25-05-1978    | Rusland       | Mapei-Quick Step |
| Leonardo Piepoli           | 29-09-1971    | Italië        |                  |
| Rubén Plaza                | 29-02-1980    | Spanje        |                  |
| Xabier Zandio              | 17-03-1977    | Spanje        |                  |

## Belangrijke overwinningen
Ronde van Aragon
1e etappe: Leonardo Piepoli
Eindklassement: Leonardo Piepoli
Subida al Naranco
Leonardo Piepoli
Ronde van Castilië en León
2e etappe: iBanesto.com (Vladimir Karpets, Javier Pascual Rodriguez, Pablo Lastras, Francisco Mancebo, José Vicente García Acosta, Denis Menchov, Rafael Mateos, Evgeni Petrov)
Eindklassement: Francisco Mancebo
Alpenklassieker
Francisco Mancebo
Critérium du Dauphiné Libéré
6e etappe: Juan Miguel Mercado
Spaans kampioenschap op de weg
Wegrit: Rubén Plaza
Ronde van Frankrijk
11e etappe: Juan Antonio Flecha
18e etappe: Pablo Lastras
Jongerenklassement: Denis Menchov
Subida a Urkiola
Leonardo Piepoli
Regio Tour
5e etappe: Rubén Plaza
Ronde van Burgos
2e etappe: José Vicente García Acosta
Eindklassement: Pablo Lastras
Vuelta a los Puertos
Denis Menchov
Ronde van Emilia
José Iván Gutiérrez
Escalada a Montjuïc
José Iván Gutiérrez
Mannen: 2003 · 2004 · 2005 · 2006 · 2007 · 2008 · 2009 · 2010 · 2011 · 2012 · 2013 · 2014 · 2015 · 2016 · 2017 · 2018 · 2019 · 2020 · 2021 · 2022 · 2023 · 2024 · 2025
Vrouwen: 2018 · 2019 · 2020 · 2021 · 2022 · 2023 · 2024